# Cristian Pavón
Cristian David Pavón, född 21 januari 1996, är en argentinsk fotbollsspelare som spelar för Grêmio.

## Klubbkarriär
Den 3 juli 2022 värvades Pavón av brasilianska Atlético Mineiro, där han skrev på ett treårskontrakt. Den 16 februari 2024 värvades Pavón av Grêmio, där han skrev på ett treårskontrakt.

## Landslagskarriär
Pavón var med i Argentinas trupp vid U20-världsmästerskapet 2015. Han var även med i Argentinas trupp vid olympiska sommarspelen 2016. Pavón var inte med i den ursprungliga truppen till OS, men fick en plats som ersättare till skadade Manuel Lanzini.